# Bratan Tsenov
Bratan Tsenov, né le 7 janvier 1964, est un lutteur bulgare spécialisé dans la lutte gréco-romaine. Il a remporté aux Jeux olympiques d'été de 1988 à Séoul la médaille de bronze en poids super-mouches.

## Palmarès
- Médaillé de bronze en poids coqs aux Jeux olympiques d'été de 1988 à Séoul ( Corée du Sud)[1].